# 基督之母堂

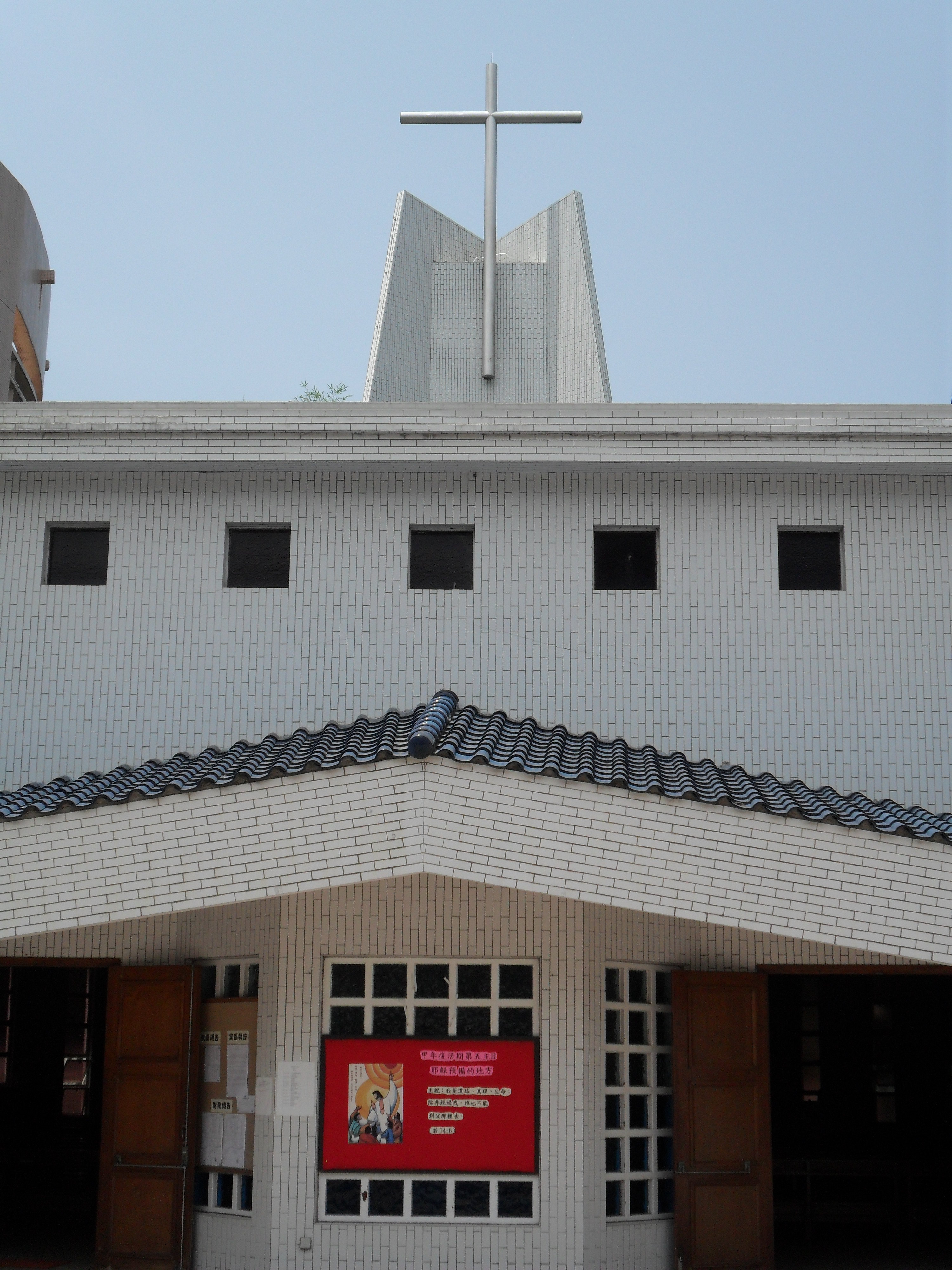
基督之母堂

基督之母堂（英語：Mother of Christ Church）是一座香港天主教教堂，由天主教香港教區管理。位於新界上水保平路11號，建立於1990年10月。

## 堂區服務範圍
基督之母堂區服務的範圍，包括上水的彩園邨、天平邨、太平邨、清河邨、御景峰、安盛苑、翠麗花園、新都廣場、北區醫院、上水鄉、古洞和河上鄉。

## 堂區歷史
1973年，教區於上水設立傳教站，1974年夏敏達神父在石湖墟找到了兩個單位作為小聖堂及辦事處，於同年10月26日正式開幕，李宏基主教委派宗座外方傳教會的傳教士夏敏達神父為負責人；起初以新界喇沙中學作為舉行感恩祭的地點。上水第一所獨立的聖堂是在1976年1月1日正式開幕，由胡振中主教祝聖。
隨著上水區不斷發展，為應付日益增加的教友人數，舊聖堂遂於1988年12月4日清拆重建，由李國熹及伍耀偉兩位著名工程師合作設計。新聖堂於1990年10月落成。1999年，由於聖堂後圍牆被雨水侵蝕破壞，經堂區教友募捐後重新修建，並於2000年主保瞻禮，由湯漢主教祝聖。

## 牧職人員
- 主任司鐸：孟德鄰神父（Rev. Fernando Montes Ledesma）

## 彌撒及禮儀時間
- 主日彌撒：18:00（英語）
- 08:00、10:00（粤語）
- 星期六提前主日彌撒：19:30（粤語）
- 平日彌撒：07:00（粤語）
- 公眾假平日期彌撒：08:00（粤語）

## 相冊

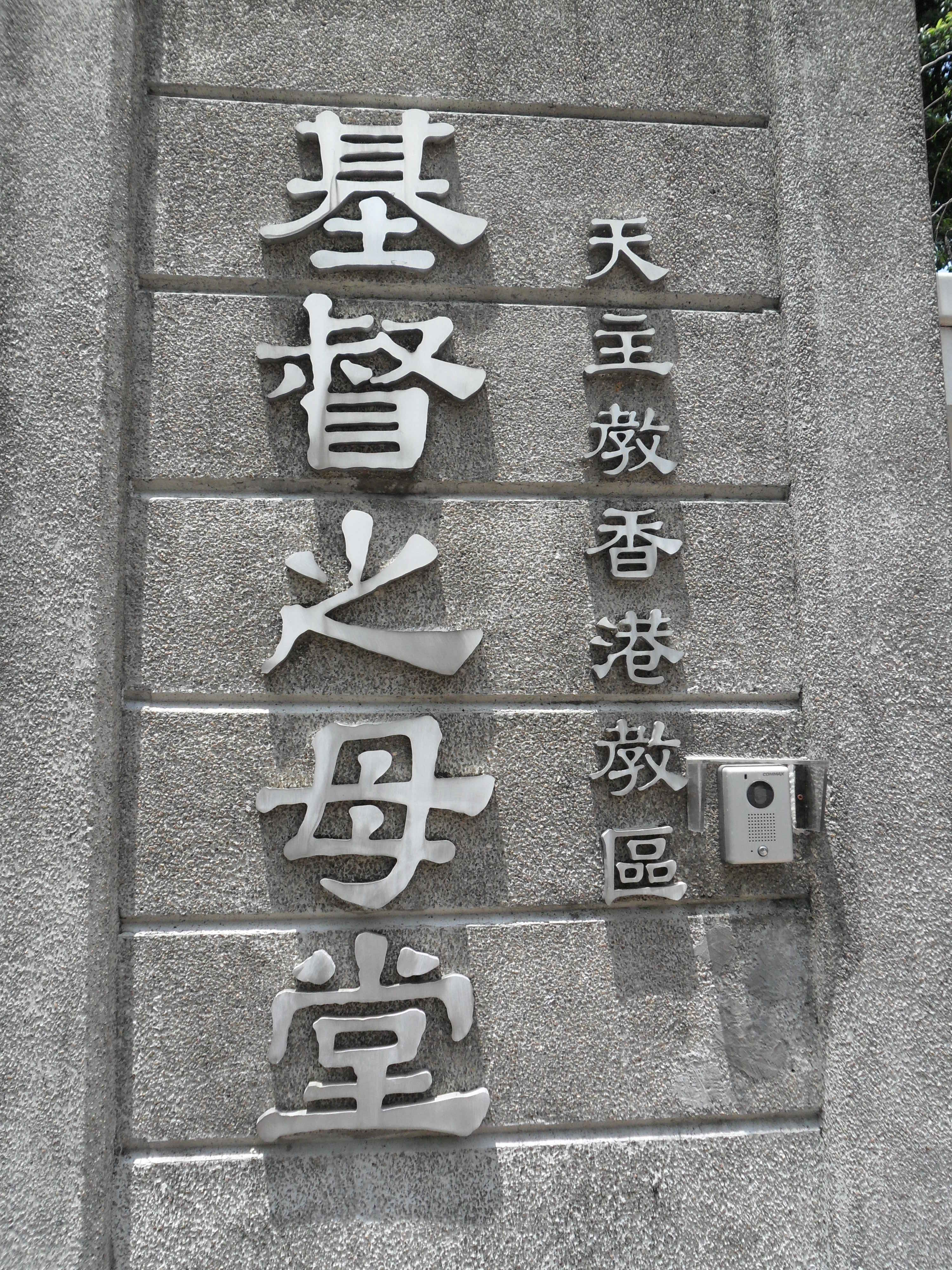
教堂門牌
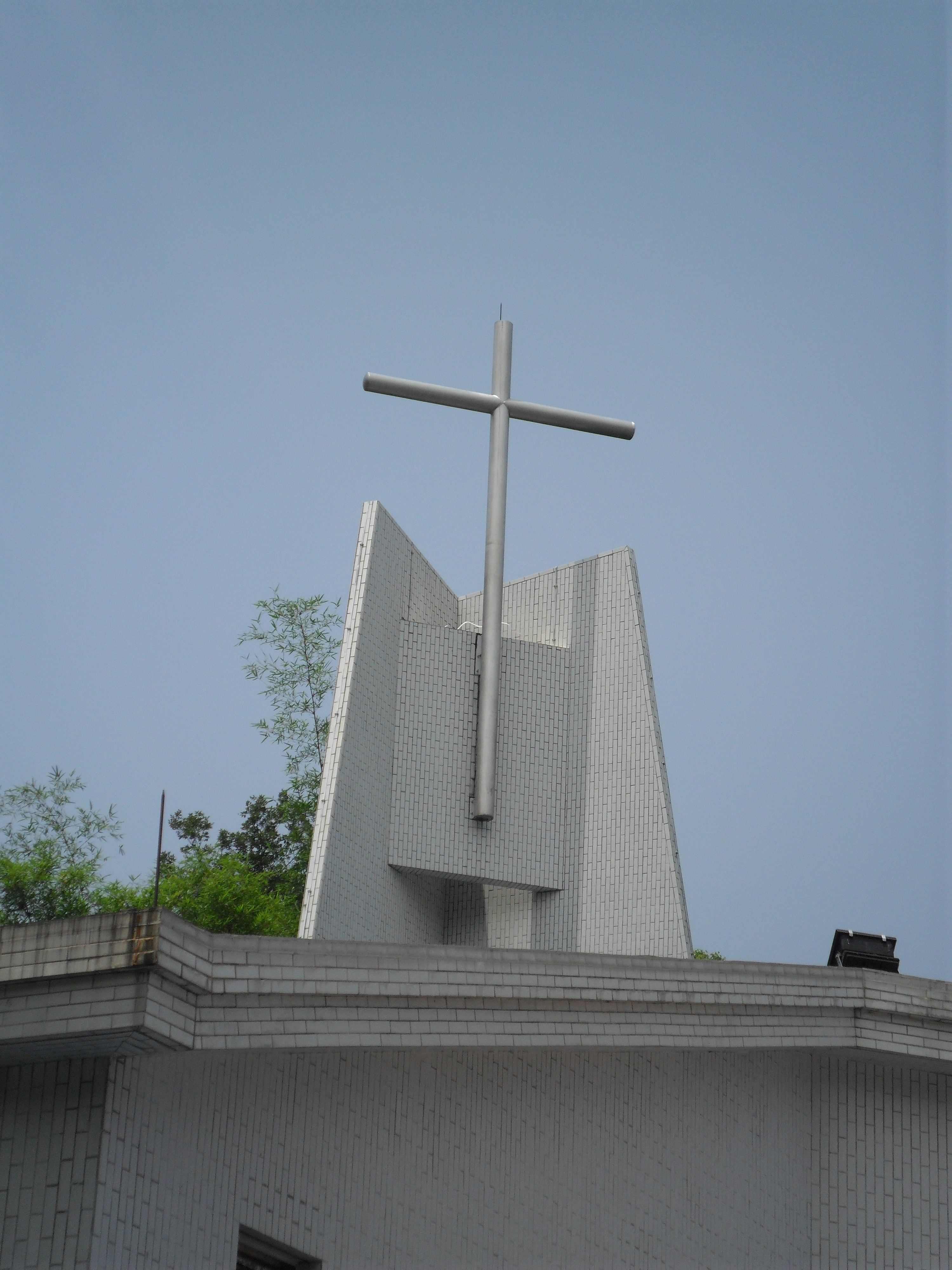
教堂項的十字架
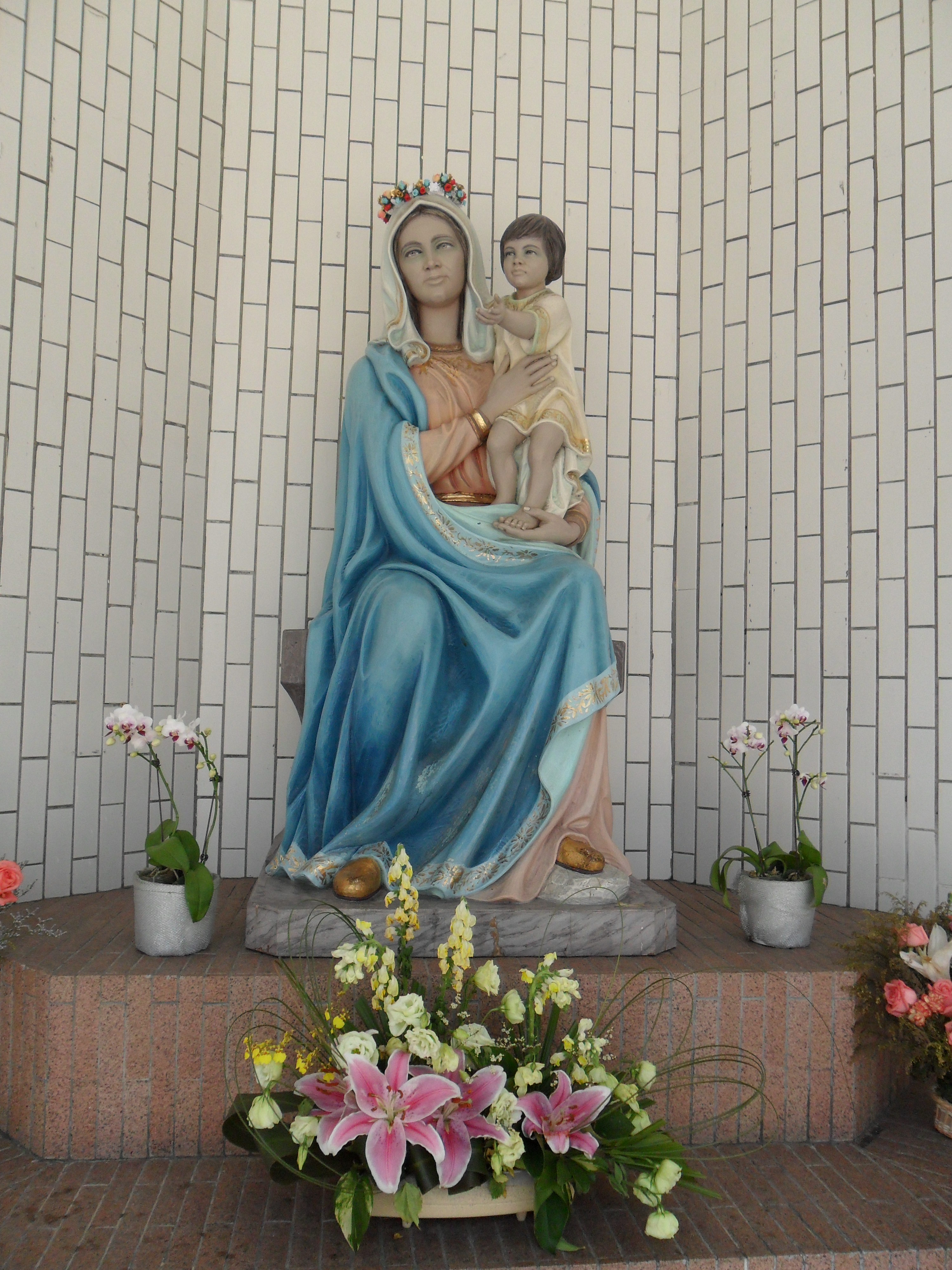
聖母像
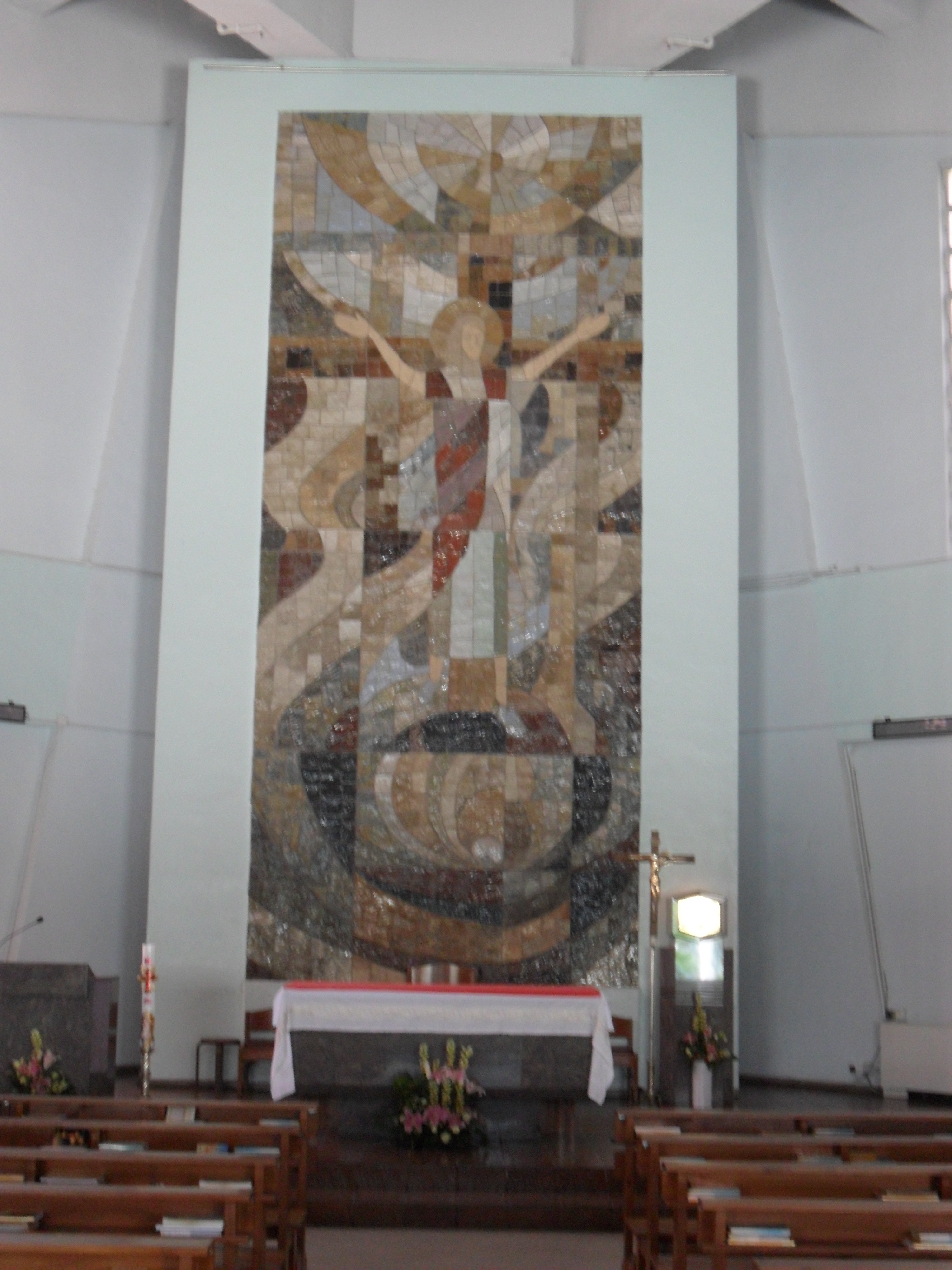
教堂內部
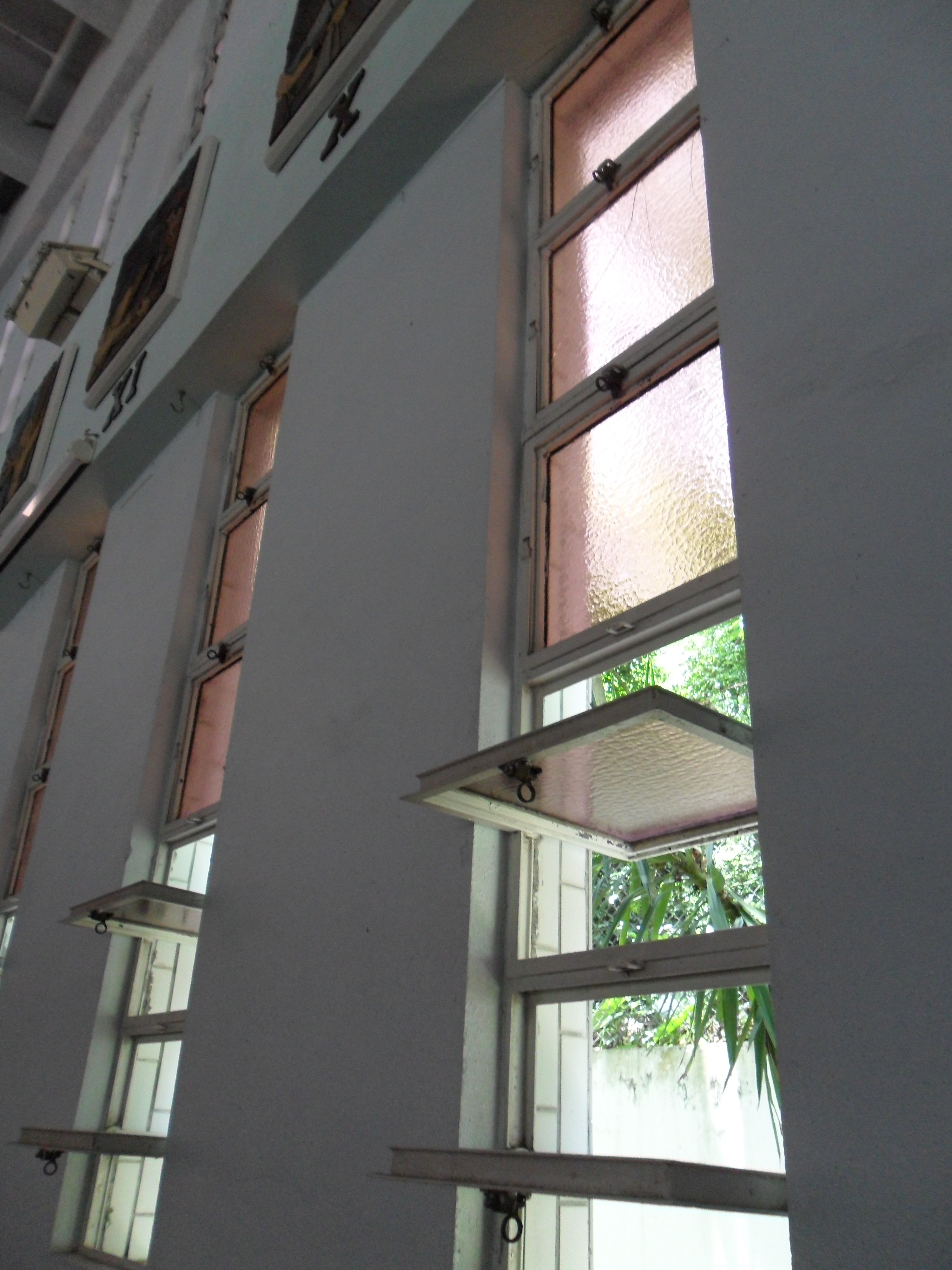
窗口
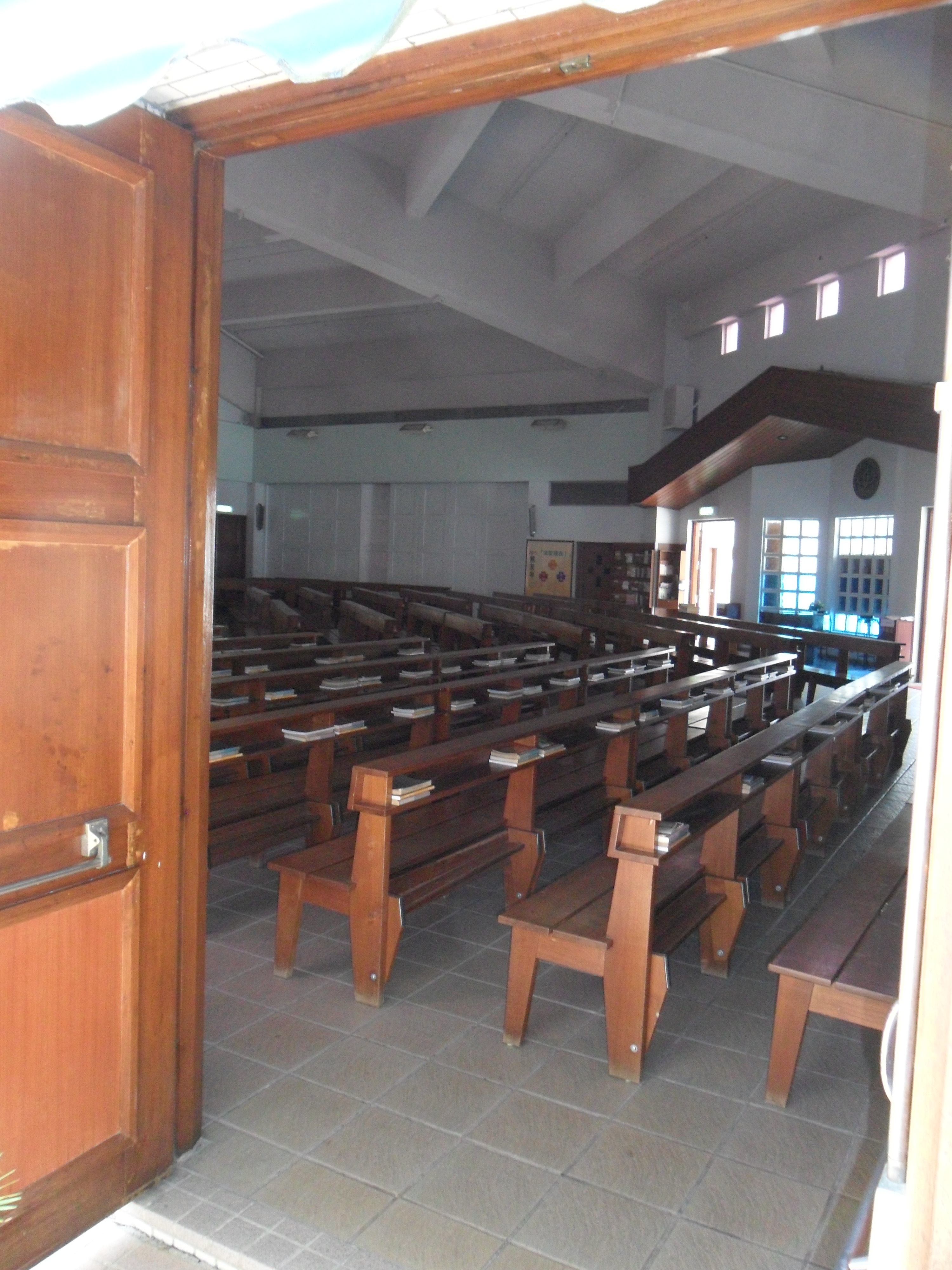
由外影教堂內部

## 外部連結
- 基督之母堂網站 （页面存档备份，存于）